# Franquia de mídia
Uma franquia de mídia (português brasileiro) ou franquia de média (português europeu), também denominada franquia midiática (português brasileiro) ou mediática (português europeu) ou franquia cultural, é uma modalidade de franquia em que o bem licenciado é uma propriedade intelectual abstrata. O produto conceitual pode ser uma história, um enredo etc. que é licenciado para determinado meio (por exemplo: publicação em livro, programa de televisão, jogo eletrônico). Quando o licenciamento envolve vários meios simultâneos, pode-se falar em franquia multimídia/multimédia.
O licenciamento pode incluir as personagens, o cenário e as marcas registradas de uma obra original (geralmente, uma obra de ficção), como um filme, uma obra literária, um programa de televisão ou um jogo eletrônico. Também frequentemente se incluem no contrato de franquia as ações de merchandising e promoções associadas, como o lançamento de bonecos de personagens da série, brinquedos, roupas etc.
Conforme o meio de divulgação selecionado para o franqueamento, este denomina-se franquia televisiva, franquia cinematográfica, franquia de jogos etc.

## Na televisão
Algumas das franquias televisivas mais conhecidas atualmente são os programas Big Brother e The Voice, mas este formato também é utilizado com frequência para a venda de enredos de novelas (exemplo: Yo soy Betty, la fea), programas de humor, entre outros.
É comum uma série televisiva de sucesso lançar uma franquia no formato em quadrinhos (gibi ou mangá). O inverso também pode ocorrer: uma história em quadrinhos ou série literária pode ser transposta para a televisão, como nos exemplos do anime Dragon Ball e Sítio do Picapau Amarelo.

## No cinema
As franquias de filme mais rentáveis até o ano de 2014 foram Harry Potter, Universo Cinematográfico Marvel, Star Wars, James Bond, Indiana Jones, Piratas do Caribe e O Senhor dos Anéis.
As franquias de duração mais prolongada são James Bond, Godzilla, Sexta-Feira 13, A Nightmare on Elm Street, Batman e Star Trek. Nestes casos, frequentemente ocorre a substituição dos atores principais à medida em que envelhecem, ou pelo fato de a história atravessar várias gerações, como é o caso de Star Trek.